# Kortemark
Kortemark – miejscowość i gmina (gemeente) w północno-zachodniej Belgii, w Regionie Flamandzkim, w prowincji Flandria Zachodnia, w okręgu Diksmuide. 1 stycznia 2024 roku liczyła 12 815 mieszkańców.

## Podział administracyjny
W skład gminy wchodzą trzy dzielnice (deelgemeente):
- Handzame
- Werken
- Zarren

## Współpraca
Miejscowość partnerska:
- Büren, Niemcy